# Кумбрес-де-Сан-Бартоломе
Кумбрес-де-Сан-Бартоломе (ісп. Cumbres de San Bartolomé) — муніципалітет в Іспанії, у складі автономної спільноти Андалусія, у провінції Уельва. Населення — 459 осіб (2010).
Муніципалітет розташований на відстані близько 370 км на південний захід від Мадрида, 90 км на північ від Уельви.

## Демографія
Динаміка населення (INE ):